# セルヒイ・ルパンチュク
セルヒイ・コスティノヴィチ・ルパンチュク（ウクライナ語: Сергій Костянтинович Лупанчук、1975年6月22日- ）は、ウクライナの軍人。2023年11月3日から2024年5月9日に解任されるまでウクライナ特殊作戦軍司令官を務めた。
ウォロディミル・ゼレンスキー大統領からヴィークトル・ホレンコ准将の後任として任命された。
2024年5月9日、ウォロディミル・ゼレンスキー大統領よりウクライナ特殊作戦軍司令官から解任された。